# 兹德涅克·里格尔
兹德涅克·里格尔（捷克語：Zdeněk Rygel，1951年3月1日—），捷克男子足球运动员，司职后卫。他曾代表捷克斯洛伐克国奥队参加1980年夏季奥林匹克运动会足球比赛，获得一枚金牌。